# Pitkäpaasi (île)
Pitkäpaasi (en finnois : Pitkäpaasi) ou Dolgij Kamen (en russe : Долгий Камень)  est une île située dans le golfe de Finlande. 
L'île fait partie du raïon de Vyborg de l'oblast de Léningrad en Russie.

## Géographie
Au sud-est de Paatio, Pitkäpaasi, couverte de conifères, se trouve le village finlandais abandonné et détruit de Pitkäpaasi. 
Pitkäpaasi est au centre de l'archipel de Pitkäpaasi (it).

## Histoire
Pendant longtemps, Pitkäpaasi a été la seule île habitée de la municipalité finlandaise de Virolahti. 
L'histoire de l'établissement permanent du village remonte à plus de 400 ans.
le premier résident connu est Jaakko Henrikinpoika, ou Jaakko de Pitkäpaasi. 
Il s'installe sur l'île pour vivre avec sa famille dans le village vers 1535. 
Le village est finalement vidé de ses habitants en septembre 1944. 
À la fin des années 1940, les Soviétiques ont démoli toutes les maisons et brûlé tout ce qu'ils n'avaient pas emportelevé du village,.
Plus tard, une station de bateaux pilotes a fonctionné sur l'île. 
En 1915, la population de l'ile était d'un peu plus de 400 habitants.
Le cotre-pilote Pitkäpaasi conçu par Colin Archer et appartenant au Musée maritime de Finlande, porte le nom de la station de bateaux pilotes de Pitkäpaasi.
L'archipel de Pitkjapaasi est passé de la Suède à la Russie en 1721 en vertu du traité de Nystad.
De 1920 à 1940, il appartient à la Finlande.
En 1940, après la guerre de continuation, Pitkäpaasi fera partie des territoires cédés par la Finlande à l'Union soviétique dans le cadre de l'armistice de Moscou et du traité de Paris de 1947.